# Anomala cuprea
Anomala cuprea är en skalbaggsart som beskrevs av Hope 1839. Anomala cuprea ingår i släktet Anomala och familjen Rutelidae. Inga underarter finns listade i Catalogue of Life.